# فرودگاه رادین اینتن دوم
فرودگاه رادین اینتن دوم (به انگلیسی: Radin Inten II Airport) (به زبان بومی: Bandar Udara Radin Inten II) یک فرودگاه همگانی با کد یاتا TKG است که یک باند فرود آسفالت دارد و طول باند آن ۲۰۰۰ متر است. این فرودگاه در کشور اندونزی قرار دارد و در ارتفاع ۸۶ متری از سطح دریا واقع شده‌است.

## شرکت‌های هواپیمایی و مقصدهای پروازی
| شرکت‌های هواپیمایی                           | مقصدهای پروازی                                                     |
| ------------------------------------------- | ------------------------------------------------------------------ |
| باتیک ایر                                   | حلیم پرداناکوسوما، سوئکارنو-هتا                                    |
| اکسپرس‌ایر                                   | حسین ساسترانگارا، سلطان محمود بدرالدین دوم                         |
| گارودا ایندونزیا                            | هنگ نادیم، سوئکارنو-هتا                                            |
| گارودا ایندونزیا اجرا توسط گارودا ایندونزیا | سلطان محمود بدرالدین دوم                                           |
| لاین ایر                                    | هنگ نادیم، سوئکارنو-هتا، جواندا                                    |
| Nam Air                                     | سوئکارنو-هتا                                                       |
| Sriwijaya Air                               | هنگ نادیم، سوئکارنو-هتا، جواندا، ادیسوسیپتو                        |
| وینگز ایر                                   | حسین ساسترانگارا، سلطان محمود بدرالدین دوم، سلطان طاها, ادیسومارمو |